# Rue du Général-Séré-de-Rivières
La rue du Général-Séré-de-Rivières est une voie du 14e arrondissement de Paris, en France.

## Situation et accès
La rue du Général-Séré-de-Rivières est une voie publique située dans le 14e arrondissement de Paris. Elle débute avenue de la Porte-Didot et se termine au 10, avenue Georges-Lafenestre.

## Origine du nom

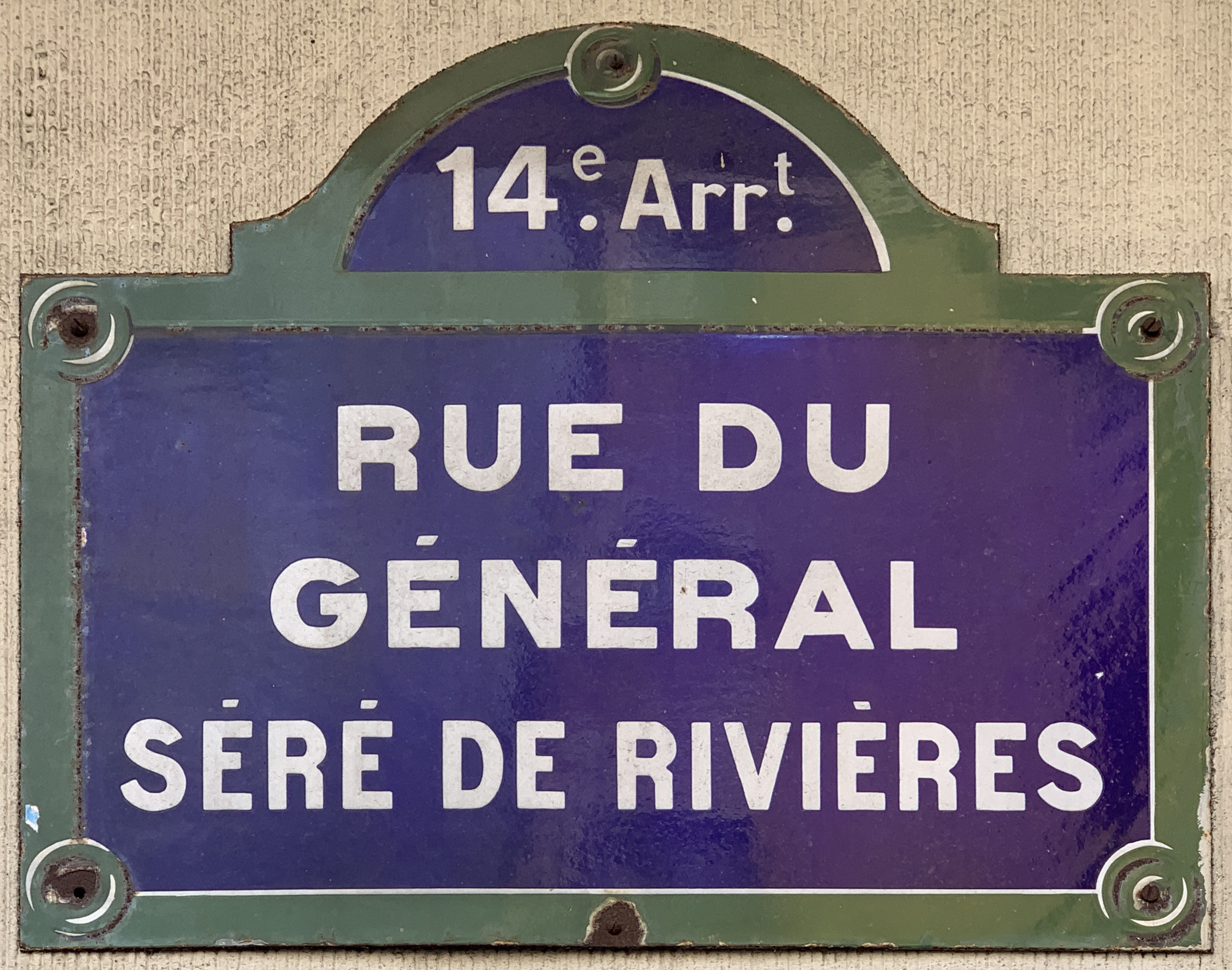
Plaque de la rue.

Elle porte le nom de Raymond Adolphe Séré de Rivières (1815-1895), ingénieur militaire et général français.

## Historique
La voie a été ouverte et a pris sa dénomination actuelle en 1933 sur l'emplacement du bastion no 77 de l'enceinte de Thiers. 